# Tapikka
Tapikka (vagy Tapigga, ma Maşat Höyük) Hattuszasztól 150 kilométerre kelet-északkeletre, két napi járóföldre Szapinuvától keletre fekvő jelentős hettita település. A területen három fő szakaszhoz tartozó kultúrrétegeket tártak fel: i. e. 2500-tól 2000-ig kora bronzkori, i. e. 1700-tól 1200-ig a Hettita Birodalom kora, végül i. e. 8. századtól az i. e. 4. századig phrüg kori város volt. A középső, hettita korú szakasz öt rétegből áll. Az utolsót tűzvész pusztította el, bár ennek oka nem ismert.
A hettita kor V. rétege Kanis Ia és Ib rétegeivel egyidős, a IV. a 17–16. századra datált, és már nagy kiterjedésű város.
A település I. Szuppiluliumasz idején élte virágkorát, amikor a II. réteg nagy palotája épült. Ezt középhettita írások, luvi nyelvű hieroglif írású pecsétek bizonyítják. Az i. e. 13. század folyamán azonban jelentéktelen helységgé vált, nagyobb építkezések nem zajlottak. A Szuppiluliumaszt megelőző III. réteg rejtette a legfontosabb leleteket, a II. (III.) Tudhalijasz idejéből származó ékírásos táblákat. A levéltár két levelén található Tudhalijasz pecsétje, a többin a hagyományos DUTUši (Én, a Nap vagy Én Napom) megszólítás olvasható.
Tapikka II. Tudhalijasz alatt a kaszka fenyegetés miatt vált stratégiailag kiemelkedő jelentőségű várossá, de ez a szerepe csak rövid ideig tartott. Tudhalijasz alatt épült a 72×65 méteres alapterületű nagy palota. A kaszkák azonban nem csak Tapikkát, de Hattuszaszt is lerombolták. A lázas tevékenység rövid idejében többnyire belső használatú jelentések és utasítások keletkeztek, amelyeknek fontos szerepük van Szapinuva levéltárának keltezésében is. A levelek többsége katonai tisztviselőkhöz szól vagy azok írták, így a csapatfelügyelők vezére (UGULA NIMGIR.ERIN2MEŠ), Kasszú (Ka-aš-šu-ú, Kaššū) és egy másik vezető (BĒL MADGALTI?), Himuilisz (Ḫi-mu-i-li). A levéltár fennmaradása annak tudható be, hogy a város pusztulása váratlan és gyors volt.
A kaszka rombolás után I. Szuppiluliumasz felépíttett egy másik palotát (16 helyiségből állt), de a település fejlődése nem követte ezt, valószínűleg Szuppiluliumasz halálával elvesztette jelentőségét. Az ezt követő I. réteg fontosabb eseménye Hakpisz önállósága volt, amikor III. Hattuszilisz e térségben védelmezte a kaszkáktól II. Muvatallisz hatalmát, majd itt kapott unokaöccsétől, III. Murszilisztől önálló királyságot.
Az i. e. 1200 körül bekövetkező utolsó tűzvész eléggé egybeesik a tengeri népek vándorlásának idejével, de ostromnak nincs nyoma.
A város feltárását Tahsin Özgüç vezette 1973-tól 1984-ig.